# HOERA
HOERA was een Belgische politieke partij rond Jan Decorte.

## Geschiedenis
De partij vond haar ontstaan in een dispuut tussen de ROSSEM-verkozenen Jan Decorte en Jean-Pierre Van Rossem. Het kwam tussen de twee tot een breuk toen Van Rossem tijdens de eedaflegging van Koning Albert II de kreet "Vive la république d'Europe, vive Julien Lahaut" uitte. Decorte, een fervent royalist, zetelde daarna als onafhankelijk volksvertegenwoordiger. 
Naar aanleiding van de Belgische federale verkiezingen van 1995 richtte hij de partij HOERA op. De partij haalde 20.790 stemmen (0,3%) bij de senaatsverkiezingen, wat onvoldoende was om verkozen te worden.